# Héroes verdaderos
Héroes verdaderos es una película de animación mexicana creada por White Knight Creative Productions. La película fue estrenada el 24 de septiembre de 2010. Los acontecimientos de la película tienen lugar en La Independencia mexicana.

## Sinopsis
Cuatro jóvenes, un criollo y tres indígenas se involucran en el movimiento de independencia mientras escapan del odio de Xama, medio hermano de los indígenas.
En su aventura conocen a personajes como Miguel Hidalgo, José María Morelos, Ignacio Allende, Juan Aldama, Josefa Ortiz de Domínguez, etc.

## Personajes Principales
- Mixcoatl: Es un muchacho de origen indígena, muy noble y abierto, que siempre ayuda a quien lo necesite; aunque pueda parecer débil e ingenuo guarda mucha más fuerza y valentía en su interior de lo que aparenta. Lo principal en su vida son su familia y amigos, y, al haber crecido viendo las injusticias que se llevaban a cabo diariamente por cosas como el sistema de castas o la clase social, desea con todas sus fuerzas una realidad mejor para toda la gente de la Nueva España: sin discriminación ni desigualdad, llena de libertad. Su mejor amigo es Carlos, es hermano de Tahatsi y medio hermano de Xama. Su nombre significa "Serpiente de nubes".
- Carlos Navarro: Es el hijo de una familia adinerada de España, al no nacer en la península ibérica es discriminado varias veces, es noble y valiente, está enamorado de Tonantzin y a sus padres no les parece que este enamorado de ella, siempre sigue sus valores y sus ideales.
- Tonantzin: Es la prima de Mixcoatl, Tahatsi y Xama. Es una joven indígena de carácter fuerte y mandón que se preocupa mucho por su familia, en especial por Mixcoatl. A pesar de que cree que Carlos es un idiota inmaduro e irresponsable está secretamente enamorada de él, lo que manifiesta muchas veces en golpes y regaños. Trabajaba haciendo canastas y diversos trabajos de tejido y artesanía.
- Xama: Es el medio hermano de Mixcoátl  y Tahatsi por parte de su madre. Al ser mestizo jamás fue aceptado completamente por los indígenas ni por los españoles, por lo que desde niño desarrolló un profundo odio que se desató en un terrible incidente, provocando que él y el resto de los personajes se vieran involucrados en la guerra de Independencia de México.
- Tahatsi: A pesar de su apariencia es más pacífico que Tonantzin, es el hermano mayor de Mixcoatl y tiene un gran aprecio a Carlos.

## Personajes de la Independencia
- Miguel Hidalgo y Costilla: Es un sacerdote y el hombre que inicia la independencia mexicana, después es seguido por varias personas para lograr su meta. Muere fusilado por los españoles
- José María Morelos y Pavón: Cura del pueblo Caracuaro, se ofrece para participar en la independencia y Miguel Hidalgo lo nombra general, es de carácter fuerte y noble, también es reconocido por su capacidad como estratega, usa un paliacate en la cabeza todo el tiempo. Muere fusilado por los españoles.
- Ignacio Allende: Es un criollo de carácter fuerte y capitán de los Dragones de la Reina y es el segundo comandante de Miguel Hidalgo. Muere fusilado por los españoles.
- Josefa Ortiz de Domínguez: Es una de las personas que iniciaron la independencia, al ser descubierta la conspiración en Querétaro avisa a Ignacio Allende que han sido descubiertos.